# Bertil Lundin
Bertil Harry Lundin, född 31 december 1946 i Bromma församling i Stockholm, död 29 juni 2005 i Västerleds församling i Stockholm, var chef för Kontoret för särskild inhämtning (KSI) vid Militära underrättelse- och säkerhetstjänsten (MUST). Under sin tid som chef för KSI betraktades han som en av Sveriges hemligaste personer.
Under sina sista år arbetade Lundin på Försvarsdepartementet för Samordningssekretariatet för säkerhetspolitiska underrättelsefrågor (SUND). Lundin, som var son till Harry Lundin och bror till Adolf Lundin, avled 2005 till följd av cancer. Han är begravd på Nämdö kyrkogård.